# 1085
Cette page concerne l'année 1085  du calendrier julien. Pour l'année 1085 av. J.-C., voir 1085 av. J.-C.
L'année 1085 est une année commune qui commence un mercredi.

## Événements
- 1er avril : mort de Shenzong[1]. Début du règne de son fils Zhezong, empereur Song de Chine (fin en 1100). Régence de sa grand-mère, l’impératrice douairière Kao jusqu'en 1093. Disgrâce des réformistes et retour au pouvoir des conservateurs dirigés par Sīmǎ Guāng, qui abandonnent les réformes de Wang Anshi[2].
- Juillet : après la prise d'Antioche (1084), Suleyman ibn Kutulmuch marche sur Alep où il est vaincu par Tutuch[3]. Son fils Kilitch-Arslan est emmené en captivité. Tutuch confie Alep à Ak Chungkur, père de Zanki[4].

- Oumé, roi du Kanem (Tchad), originaire du Tibesti, se convertit à l’islam, ce qui favorise les relations du Kanem avec les autres pays musulmans (fin de règne en 1097). La dynastie des Sefouwa de la tribu des Magoumi, d’origine toubou (ou téda) étend son autorité sur les peuples du Kaouar, du Bornou et du Tibesti. Njimi, la capitale, prend rapidement de l’importance et des savants musulmans viennent à la cour du roi Oumé[5].

### Europe
- Janvier[6] : la flotte vénitienne, alliée des Byzantins, est vaincue par Robert Guiscard qui reprend Corfou et aborde dans le golfe d’Arta. Une épidémie décime l'armée normande et Bohémond doit regagner l’Italie[3].
- 27 avril : Pierre, comte de Mauguio se reconnaît vassal du pape[7].
- 29 avril : concile de Mayence qui confirme la déposition de Grégoire VII en présence des légats de l'antipape Clément III[8].
- Avril : le prince Vratislav II devient roi de Bohême par la grâce de l'empereur Henri IV au Reichstag de Mayence (fin en 1092). Il est couronné le 15 juin à Prague[9].
- 25 mai : Alphonse VI, roi de Castille et de Leon prend Tolède aux Maures après deux ans de siège. La ville devient la résidence des rois de Castille[10]. Alphonse VI se proclame « Imperator totius Hispaniae »[11]. Il garantit la liberté de culte aux musulmans.
  - Les princes arabes d’Espagne, dont le roi de Séville Al Mutamid, font appel au souverain Almoravide du Maroc, Ibn Tashfine[12].
- 17 juillet : mort de Robert Guiscard à Céphalonie[3]. Les Normands lèvent le siège de Céphalonie et évacuent Durazzo[6].
- Septembre : Roger Borsa devient duc des Pouilles et de Calabre (fin en 1111)[13]. Bohémond de Tarente, écarté de la succession par les intrigues de Sykelgaite de Salerne, se révolte contre son frère et prend Oria, Otrante et Tarente avant la fin de l'année. Il se proclame prince de Tarente en 1088. Les deux frères se rencontrent à Farnitum lors d'une bataille où un seul homme est tué[14], puis parviennent à un accord en mars 1086[15].
- 25 décembre, Gloucester : Guillaume le Conquérant commande un recensement, le « Livre du Jugement Dernier » ou Domesday Book (achevé en 1087)[16]. Pour la première fois, un recensement permet de connaître la population de l'Angleterre et fait l'inventaire de toutes les propriétés foncières du pays. Ce document est une source précieuse pour les médiévistes.

- Knut le Saint, roi de Danemark, rassemble avec son beau-frère, le comte de Flandre Robert le Frison, et le Norvégien Olav Kyrre, une flotte dans le Limfjord et lance une expédition contre l’Angleterre. Une révolte interne la fait échouer et Knut y laisse la vie (1086)[17].
- L’évêque de Paris, Godefroy de Boulogne, devient archichancelier du roi[18].
- Mouvement communal en Italie : Pise est sans doute la première des communes italiennes à établir l’institution des consuls, attestés dès 1085[19].